# Flughafen Logroño

i7
i11
i13
Der Flughafen Logroño-Agoncillo (spanisch Aeropuerto de Logroño-Agoncillo; IATA-Code: RJL, ICAO-Code: LERJ) ist ein zivil-militärisch genutzter Flughafen in der Autonomen Gemeinschaft La Rioja in Spanien. Das spanische Heer nutzt den Platz als Base de Agoncillo bzw. Héroes del Revellín-Kaserne.

## Lage und Verkehrsanbindung
Der Flughafen Logroño-Agoncillo befindet sich ungefähr zehn Kilometer östlich der Stadt Logroño. Südlich des Flughafens verlaufen die Carretera Nacional N-232, die Autopista AP-68 und die Europastraße 804. Eine Anbindung an den öffentlichen Personennahverkehr besteht per Bus nach Logroño.

## Geschichte
Die Ursprünge des heutigen Flughafens auf dem Territorium der Gemeinde Agoncillo reichen zurück auf das Aeródromo de Recajo der 1920er Jahre. Das Flugfeld des zwischen 1924 und 1928 entstandenen zweitrangigen Militärflugplatzes (Base Aérea secundaria) war zirka 1000 m lang und 600 m breit. Die ersten hier stationierten Flugzeuge der spanischen Luftstreitkräfte waren Aufklärer der britischen Firma de Havilland. Die seit 1932 als Aeródromo de Agoncillo bezeichnete Einrichtung wurde während des Spanischen Bürgerkrieges auch von Einheiten der deutschen Legion Condor benutzt. Das Ejército del Aire eröffnete mitten während des Kriegs 1938 einen Wartungsbetrieb, der bis in die 1950er Jahre Bestand hatte.
Der zwischenzeitlich ausgebaute Flugplatz wurde im Jahre 1946 für die zivile Mitbenutzung freigegeben, spielte aber im Luftverkehr nie eine große Rolle. Später wurden hier fliegende Einheiten der Guardia Civil und der spanischen Heeresflieger (FAMET) stationiert, was dazu führte, dass der Betrieb 1994 von den Luft- auf die Landstreitkräfte übertragen wurde.
Die Regierung La Riojas entschied 1996 den Flugplatz zu einem Flughafen auszubauen. Das Ausbauprojekt wurde zwei Jahre später gestartet und nach fünf Jahren wurde der neue Flughafen im Jahr 2003 eingeweiht.

## Militärische Nutzung

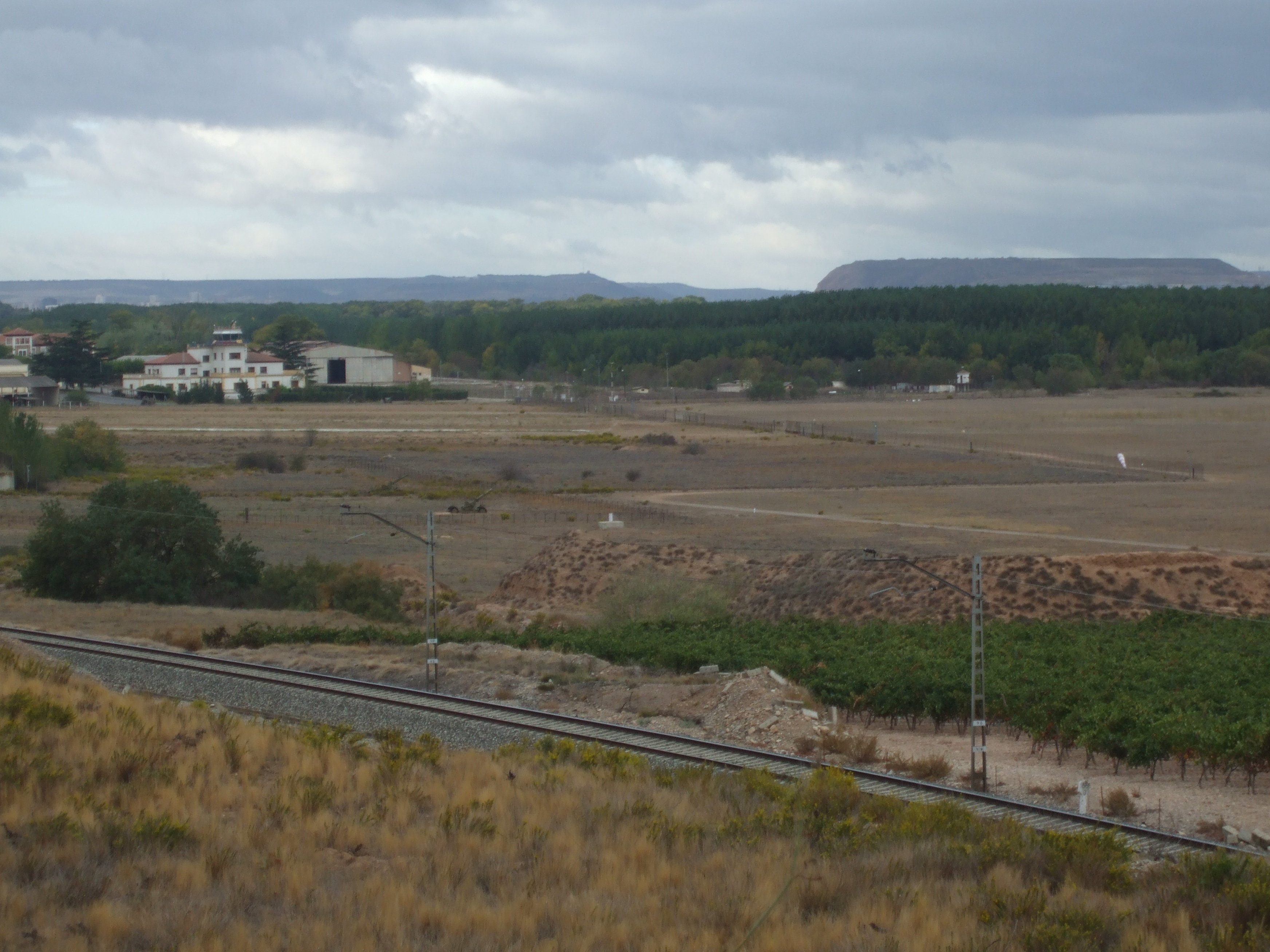
Die Base de Agoncillo, Blick nach Westen von der N232, 2011

Seit 1974 ist die Base de Agoncillo der Fuerzas Aeromóviles del Ejército de Tierra Heimat des 3. Hubschrauberregiments, Battalón de Helicópteres de Manobra III (BHELMA III).
Seit 1991 kam das Regiment vielfach im Ausland zum operativen Einsatz und Anfang 2011 erflog man bereits die 100.000 Flugstunde am jetzigen Standort. Die ersten HT-27 Cougar trafen 1998 auf der Basis ein und wurden über zwei Jahrzehnte genutzt. Als Cougar-Nachfolger läufen seit 2016 HT-29 Caimán zu.
Ein zweiter militärischer Nutzer ist die ebenfalls hier stationierte Guardia Civil, die auch dem Verteidigungsministerium zugeordnet ist.

## Flughafenanlagen

### Start- und Landebahn
Der Flughafen Logroño-Agoncillo verfügt über eine Start- und Landebahn. Sie trägt die Kennung 11/29, ist 2.200 Meter lang, 45 Meter breit und hat einen Belag aus Asphalt.

### Passagierterminal
Das Passagierterminal des Flughafens hat eine Kapazität von 300.000 Passagieren pro Jahr. Es ist mit zwei Flugsteigen ausgestattet.

## Fluggesellschaften und Ziele
Seit Mai 2003 wird der Flughafen auch zivil-kommerziell genutzt, er ist jedoch einer der am geringst frequentierten Flughäfen des Landes. Derzeit bieten Air Nostrum in Codesharing mit Iberia sowie Iberia selbst Flüge nach Madrid-Barajas an. Mitte des 1. Jahrzehnts des 21. Jahrhunderts zählte der Flughafen zwischenzeitlich über 50.000 Passagiere.

## Verkehrszahlen
| Jahr  | Fluggastaufkommen | Luftfracht (Tonnen) | Flugbewegungen |
| ----- | ----------------- | ------------------- | -------------- |
| 2024* | 18.632            | 0,000               | 8.781          |
| 2023  | 16.762            | 0,000               | 1.990          |
| 2022  | 11.833            | 0,000               | 2.003          |
| 2021  | 4.917             | 0,000               | 1.332          |
| 2020  | 4.436             | 0,000               | 914            |
| 2019  | 19.448            | 0,000               | 1.376          |
| 2018  | 21.381            | 0,000               | 1.376          |
| 2017  | 20.008            | 0,000               | 1.447          |
| 2016  | 17.367            | 0,000               | 1.305          |
| 2015  | 14.981            | 0,000               | 1.359          |
| 2014  | 12.237            | 0,000               | 1.221          |
| 2013  | 10.598            | 0,000               | 1.201          |
| 2012  | 19.263            | 0,000               | 2.630          |
| 2011  | 17.877            | 0,000               | 2.734          |
| 2010  | 24.527            | 0,000               | 3.638          |
| 2009  | 35.663            | 0,000               | 5.023          |
| 2008  | 47.896            | 0,000               | 3.903          |
| 2007  | 56.371            | 0,000               | 3.705          |
| 2006  | 55.469            | 0,000               | 3.334          |
| 2005  | 39.150            | 0,000               | 3.064          |
| 2004  | 38.385            | 0,008               | 2.509          |
| 2003  | 20.222            | 0,118               | 1.624          |

* 2024: Vorläufige Daten